# Theatermaker (tijdschrift)
Theatermaker is een tijdschrift over podiumkunsten, dat tweemaandelijks verschijnt. Het volgde in 1997 twee voorgaande tijdschriften op die onder de hoede van het Theaterinstituut Nederland werden uitgegeven, Toneel Theatraal en dansblad Notes.
Het tijdschrift bevat informatie en kunstkritieken over toneel, jeugdtheater, opera en muziektheater, dans en mime. De nadruk ligt hierbij op gesubsidieerde prestaties, waarbij er speciale aandacht is voor het beleid rond gesubsidieerde voorstellingen. Het tijdschrift richt zich zowel op kunstenaars als op het kunstpubliek.
Het blad kent ook enkele columnisten, onder wie Hans Kemna.
Nadat op initiatief van Constant Meijers in 2013 een eigen website werd gelanceerd, theaterkrant.nl, verschoof de belangstelling steeds meer naar deze site en nam het belang van de papieren uitgave af. Dat leidde ertoe dat de naam Theatermaker begin 2021 werd veranderd in Theaterkrant Magazine.